# The Postal Service
The Postal Service és un grup d'indie pop de Seattle (Washington, Estats Units d'Amèrica) format pel cantant i guitarrista Ben Gibbard, el productor Jimmy Tamborello i Jenny Lewis a les segones veus.
El grup va llançar el seu únic àlbum d'estudi, Give Up, el 2003 amb Sub Pop Records i en va rebre crítiques majoritàriament positives. Give up va arribar al número 114 de la llista d'àlbums Billboard 200 dels EUA i va rebre el disc de platí de la Recording Industry Association of America. Dos anys més tard, The Postal Service es va dissoldre ja que els seus integrants prioritzaven altres projectes musicals. Des de llavors, el grup no ha produït noves composicions, tot i que han fet un parell de gires mundials interpretant Give up el 2013 i entre 2023 i 2024. En totes dues ocasions, el grup ha tocat a Barcelona. Durant aquestes gires, que commemoraven el desè i vintè aniversari, respectivament, del seu únic disc, diversos músics han acompanyat els membres fundadors del grup. És el cas de Laura Burhenn, Jen Wood, Dave Depper i Jason McGerr.